# Adam Przeworski
Adam Przeworski (pronúncia em polonês: [pʂɛˈvɔrskʲi]; 1940- ) é um professor de Ciência Política nascido na cidade de Varsóvia, Polônia. Atualmente está vinculado ao Wilf Family Department of Politics da Universidade de Nova Iorque.
Seu método procura conciliar as análises macroestruturais com um individualismo metodológico e considera as ações dos indivíduos como dotadas de sentido racional. Isso significa que as práticas dos sujeitos não são condicionadas por forças estruturantes (economia, Estado, ideologia, classe social, etc) . Essa visão transformava os sujeitos sociais em massa de manipulação das estruturas - o político, o econômico e o ideológico.[carece de fontes?]
Para Adam Przeworski, a prática desses atores sociais não parte de determinação estrutural, mas de escolhas entre alternativas disponíveis, o que caracteriza a teoria da escolha racional. Esse método tornou possível (e foi tornado possível por) o estudo de realidades em que suas condições estruturais haviam partido de acordos ou compromissos entre as distintas classes sociais e não de imposição de uma delas.[carece de fontes?]
Tem o tema democracia como principal eixo de reflexão, em torno do qual não escapam estudos sobre o Estado, a social-democracia, representatividade, eleições, etc.[carece de fontes?]

## Principais Obras
- Adam Przeworski (1985). Capitalism and Social Democracy. New York: Cambridge University Press.
  - PT: Adam Przeworski (1989). Capitalismo e Social-Democracia. Trad: Laura Teixeira Motta. São Paulo: Companhia das Letras.
- Adam Przeworski (1990). The state and the economy under capitalism. Harwood Academic Publishers.
  - PT: Adam Przeworski (1995). Estado e economia no capitalismo. Trad: Argelina Cheibub Figueiredo e Pedro Paulo Zahluth. Rio de Janeiro: Relume-Dumará.
- Adam Przeworski (1991). Democracy and the Market: Political and Economic Reforms in Eastern Europe and Latin America. New York: Cambridge University Press.
  - PT: Adam Przeworski (1994). Democracia e Mercado no Leste Europeu e na América Latina. Rio de Janeiro: Relume Dumará.
- Adam Przeworski; Michael E. Alvarez; Jose Antonio Cheibub; Fernando Limongi (1996). What Makes Democracies Endure?. Journal of Democracy, jan 1996.
  - PT: Adam Przeworski; Michael E. Alvarez; Jose Antonio Cheibub; Fernando Limongi (1997). O que mantém as democracias? Trad: Cláudio Gonçalves Couto. Lua Nova. n.40-41, pp.113-135. São Paulo. Aug, 1997. ISSN 0102-6445.
- Adam Przeworski; Michael E. Alvarez; Jose Antonio Cheibub; Fernando Limongi (2000). Democracy and Development: Political Institutions and Well-Being in the World, 1950-1990. New York: Cambridge University Press.
- Adam Przeworski; José María Maravall Herrero (2003). Democracy and the Rule of Law. New York: Cambridge University Press.
- Adam Przeworski (2003). States and Markets: A Primer in Political Economy. Cambridge, UK: Cambridge University Press.